# هارين (خرونينجن)

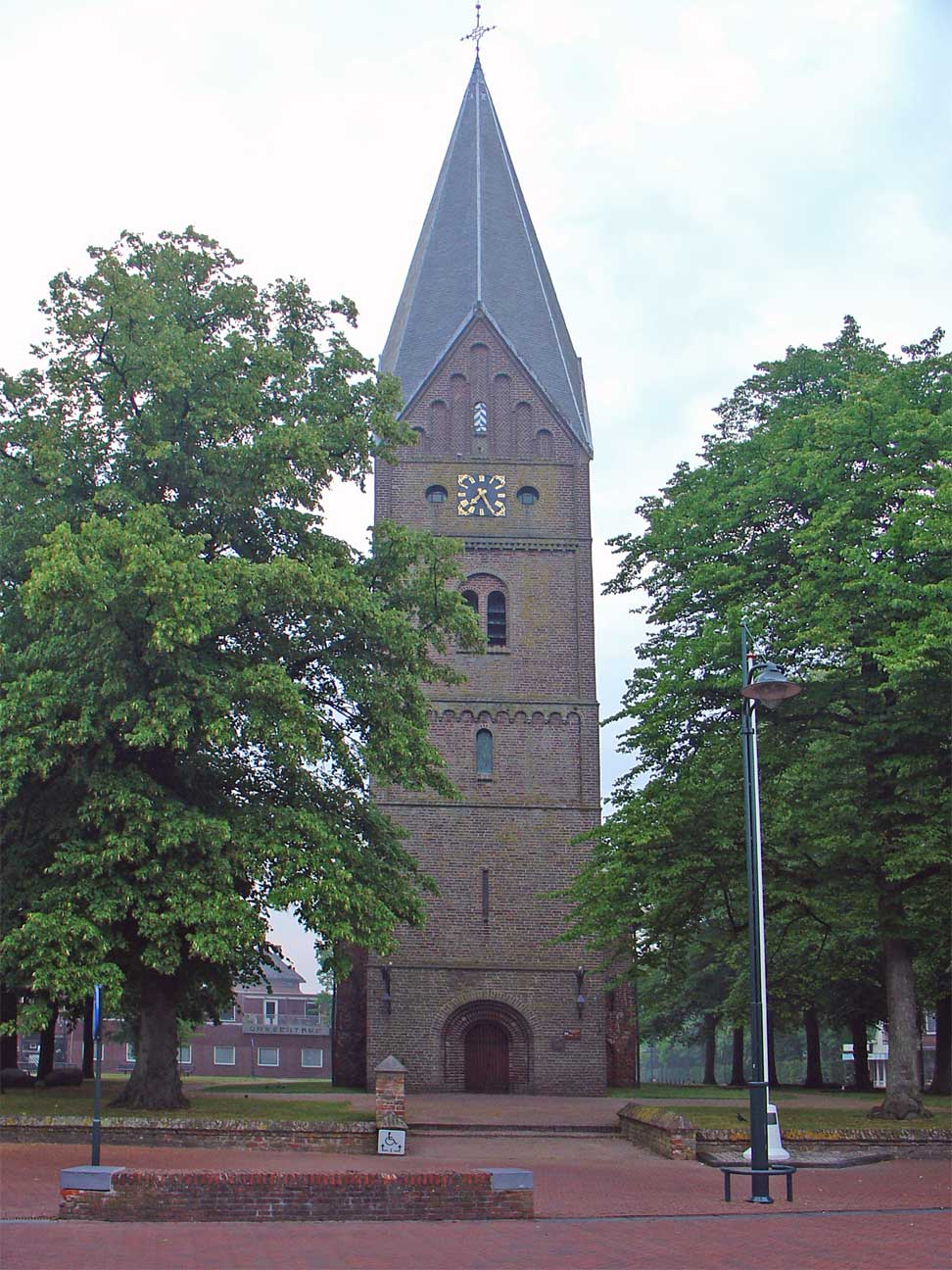
كنيسة نيكولاس المصلحة

هارين  Haren  بلدية هولندية تقع في الشمال الشرقي للبلاد بمقاطعة خرونينجن.

## طوبوغرافيا
خريطة طوبوغرافية هولندية لبلدية هارين ، يونيو 2015، (تقرأ بعد ثلاث نقرات على الخريطة)

## أعلام
- فرانز هوغنبيرك
- هينك نيجدام
- سيس ديكر